# Trasorka
Koordinati:   44°29′40″N, 14°32′31″E
Trasorka je majhen otoček v severnem Jadranu. Leži v med otokoma Vele Orjule in Lošinjem v Kvarnerskem zalivu. Površina otočka meri 0,040 km². Dolžina obalnega pasu je 0,77 km. Najvišji vrh je visok 26 mnm.